# راشد الخلاوي
راشد الخلاوي شاعر وعالم فلكي، يعد من أهم من برع في علم الفلك ومواضع النجوم ومعرفة أوقات الزراعة والمحاصيل، إضافةً إلى غزارتة الشعرية. يعتبره الكثيرون ظاهرة تستحق التأمل لاسيما أن ظهوره كان في فترة يندر فيها ظهور أسماء لديها القدرة الحسابية والفلكية وكتابة الشعر وامتلاك الرؤية، أنتج إرثاً إبداعيًا كبيراً ، لازال يُكتب عنه ويحتفى بتجربته، في مجالي: الشعر والفلك ، وعرف بصلاحه وذكائه وسعة علمه ، وهو من شعراء الفترة الضائعة وهي المدة التي ندر فيها تدوين التاريخ و تراجعت فيها الحضارة العربية منذ سقوط بغداد بيد المغول عام 1258م حتى قيام الدولة السعودية الأولى بمنتصف القرن الثامن عشر .

## حياته
اشتهر بكنيته الخلاوي لأنه يسكن الخلاء وحيداً. كما قال عن نفسه: أنا خلاوي خلا ماني خلاوي قبيلة . وقد اختلف المؤرخون والرواة، في زمن الخلاوي لندرة المعلومات عن نجد في تلك الفترة التي اعتبرها البعض عصور ظلامية وغامضة في تاريخها امتدت لقرون، إلى ماقبل قيام الدولة السعودية الأولى. فقيل أنه عاش في القرن الحادي عشر أو أوائل القرن الثاني عشر . ومن الرواة من يرى أنه عاش في القرن الثامن الهجري. وقد كان معاصراً لحكم (آل عريعر) شيوخ بني خالد ومقربا من (منيع بن سالم). ولا يعرف عن الخلاوي إلاّ ما ذكره هو عن نفسه في قصائدة كقوله: قال الخلاوي والخلاوي راشد .

## نسبه
من الرواة من نسبه لقبيلة بني خالد وبعضهم نسبه إلى بني غانم وبعضهم نسبه لقبائل عامر بن صعصعه. ولكن لا يوجد نص موثوق يؤكد نسبه أو اسمه الكامل أو حتى الزمن الذي عاشه بالتحديد .

## اهتمامة بالفلك والحساب

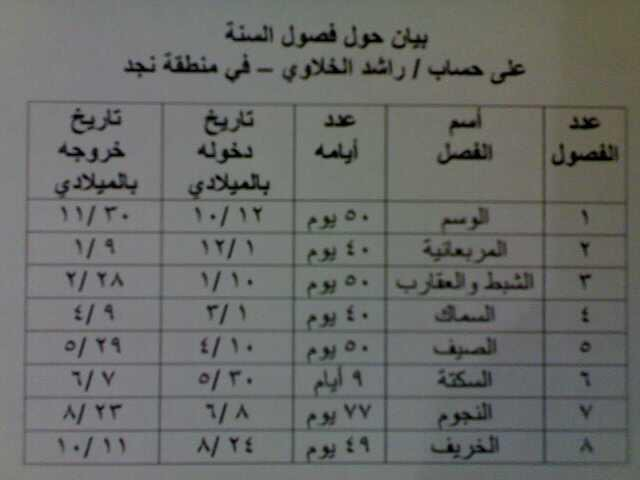
فصول السنة على حساب راشد الخلاوي.

اكتسب شهرتة الواسعة، باهتمامة بعلوم الفلك وحساب الطوالع، من خلال رؤيه فلكية حسابية تدرك مواسم العام الهجري .يعتبر تقويمه في علم النجوم ومواعيد ظهورها ومواقعها وارتباطها بالفصول مرجعاً لأهل الجزيرة العربية. ويعتمد تقويم أم القرى التقويم الرسمي للمملكة العربية السعودية على تقويم راشد الخلاوي . ويعتبر أقدم من ألمّ بقواعد حساب الطوالع في الجزيرة العربية وبثه في شعره، وخصوصاً في قصيدتة الدالية.

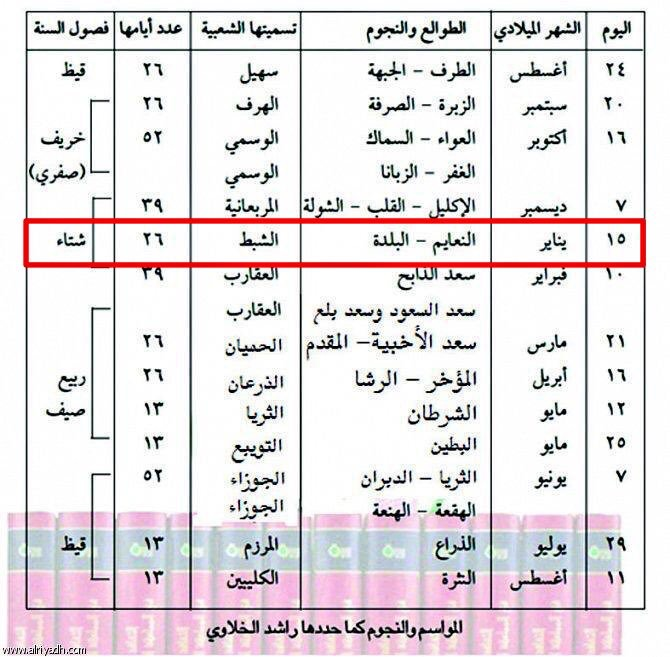
المواسم والنجوم كما حددها راشد الخلاوي.

## شعره
تميز شعره بجمع التاريخ والجغرافيا وبلاغة الوصف ورصانة المعنى الدقيق الذي أعطى شعره زخما قد انفرد به عن غيره. ويعتبر من أشهر أعلام الشعر النبطي، واعتمد في نظم قصائدة على البحر الهلالي، وكان من أصحاب المطولات، يصل بعضها إلى ألف بيت للقصيدة الواحدة.

## مدحه للرسول
مدح الخلاوي الرسول محمد صلى الله عليه وسلم عبر شِعره غير أنه امتدحه في بعض الأبيات باعتدال وفي بعضها الآخر بغلو، ومن أبياته المعتدلة في مدح الرسول:

### قصيدته الدالية
تعتبر (داليّة الخلاوي ) من أشهر قصائدة والتي مطلعها:
يقول الخلاوي الذي مايكودة
جديد البنا من غاليات القصايد
أورد منها عبدالله بن خميس في كتابة 96 بيت.
ومنها:
يا طول ما وسدت رأسي كتادة(1)
من خوفتي يعتاد لين الوسايد
فمن عوّد العين الرقاد تعودت
ومن عوّد العين المساري تعاود
ومن والف المشراق والكنّ والذرا
يموت ما حاشت يديه الفوايد
الأيام ما باق بها كثر ما مضى
والأعمار ما اللي فات منها بعايد
نعدّ الليالي، والليالي تعدنا
والأعمار تفنى، والليالي بزايد
إلى دقّت الوسطى، الإبهام، تذكرت
زمان مضى ما هو لمثلي بعايد

## كتب صدرت عنه
1. (راشد الخلاوي، حياته-شعره-حكمه-فلسفته-نوادره-حسابه الفلكي) تأليف عبد الله بن محمد بن خميس.1415هـ.[10]
2. (راشد الخلاوي شاعر القرن الثامن 720هـ-820هـ) تأليف: سعد بن عبد الله الحافي. 1431هـ.[11]
3. (الدلالات التاريخية في أشعار راشد الخلاوي اللغة والمواضع والمشاهدات) تأليف: عبيد بن محمد أبو ثنين. 1437هـ.[12]
4. (شرح مأثورات راشد الخلاوي الفلكية) تأليف: خالد بن عبد الله العجاجي. 1439هـ.[13]

## الهامش
- 1 يراد بها (قتادة) وهي شجرة كثيرة الشوك

## من أخباره
«ترقب من يحاولون أن يحفظوا على الخلاوي ولو كذبة واحدة.. ترقب هؤلاءِ محمصة، ودفعوا إحدى العجائز أن تعمل له طعاماً قليلاً وتدفعه إليه، وتسأله بعد فراغه : هل شبع؟، وكان من عادته ألا يرد الإناء خالياً، مهما كان ما فيه قليلاً .. ثم إن مروءته تأبى أن يقول لمضيفته: لم أشبع. ولو قال: شبعت لكانت كذبة منه. فسألته العجوز بعدئذ: هل شبعت؟! فقال: ما أكلت خيراً ولا أبقيت خيراً. وبهذا تخلص من موقفه الحرج».